# 보은 법주사 복천암 신중도
보은 법주사 복천암 신중도(報恩 法住寺 福泉庵 神衆圖)는 충청북도 보은군 속리산면 사내리, 법주사 복천암에 있는 조선시대의이다. 2009년 9월 11일 충청북도의 유형문화재 제306호로 지정되었다.

## 개요
사적기에 따르면, 복천암은 신라 성덕왕 19년(720)에 창건되어 고려시대 태조 1년(918) 證通국사, 선종 1년(1084) 導生僧痛, 예종 2년(1107) 慈淨國尊에 의해 각각 중수가 이루어졌다. 조선시대는 세종 31년(1449) 信眉선사가 중수했고, 영조 11년(1735)에 소실된 암자를 卓融선사가 재창하였으며, 순조 3년(1803) 就俊師가 중수했다고 전한다.
복천암 신중도(규모 ; 190cm×158cm)는 1795(淸 乾隆 60)년에 제작되었다. 이 불화는 원래 법주사 대웅보전에 봉안되었으나 후에 복천암으로 移安되어 이 암자의 중심전각인 극락보전의 향우측 벽면에 현괘되어 있다.
화면구성은 遠近的 群集구도를 써서 위로 가면서 화면에 등장하는 尊像들의 크기가 자연스럽게 축소되고 있다. 화면 상단 좌우에 각각 제석천과 금강천(위태천)을 부각시키고 좌우상하단에 각각 龍王․山神․日․月宮天子․明王 童女․童子․天女 등 여러 권속들이 등장하고 있다.
색채는 적색과 녹색을 위주로 하였으며 부분적으로 청․황․분홍 또는 무채색이 다양하게 설채되었다.
이 신중도는 조선시대 18세기후반 불화의 특징을 잘 보여준다. 조선시대 18세기 불화하면, 소재․표현기법․畵格이 조선후기를 통틀어 가장 질적인 우위를 차지하는 것으로 인식되고 있다.
조선후기 신중도는 대개 帝釋․梵天, 혹은 帝釋․梵天․金剛天을 크기 면에서 대등하게 묘사하는 것이 통례인데, 이 작품은 帝釋․金剛天만의 2존으로 구성하였다. 그리고 범천은 화면의 향좌측 상단에 작게 一群을 이룬 형태로 묘사하였다. 이 점은 이 불화를 그린 畵師인 愼兼이 圖像 구성에 변화를 추구한 것으로 보인다.
이 불화는 재질(비단)과 구도, 채도가 높고 선명한 색채와 세필에 의한 정교한 선묘, 다양하고 섬세한 문양, 사실적인 지물이나 복식표현 등에서 18세기불화의 전형양식을 견지하고 있다. 각 존상들의 衣服바탕과 옷단에는 草花文을 비롯하여 다양한 형태의 花紋이 정교하게 들어가 있어, 비록 18세기 후반작품이지만 그 이전시대에 뒤떨어지지 않는 畵格을 갖추었다.
이 불화를 그린 首畵師인 退雲堂 信謙은 18세기후반부터 19세기 초중반에 걸쳐 주로 경상도지역에 화적을 남기고 있는 주목받는 화사이다.
극락보전 아미타불 우측에 봉안되어 있는 신중도는 앞에는 별도의 제단이 있으며 중앙에 위태석천과 제석을 주존으로 하여 여러 무장신을 배치한 신중탱화로 주색은 적색과 녹색이며 배경으로는 황토색이 사용된 탱화이다. 위태천이 중앙에 위치하고 있으나 옆의 제석도 비슷한 크기로 그려져 있어 같은 비중을 두고 그린 것으로 18세기 후반에 유행한 제석천룡탱화로 화기문에 의하면 조선후기 대표적 화승인 신겸(信謙)의 작품으로 추정되는 탱화로서 충청도 지역에 남아있는 드문 사례이다. 작품 제작수법이 뛰어나고 당시 대표적 화승이 작업하였으며 조성 기록이 잘 남아 있다.

## 참고 자료
- 보은 법주사 복천암 신중도 - 국가유산청 국가유산포털